# Branchiozaur

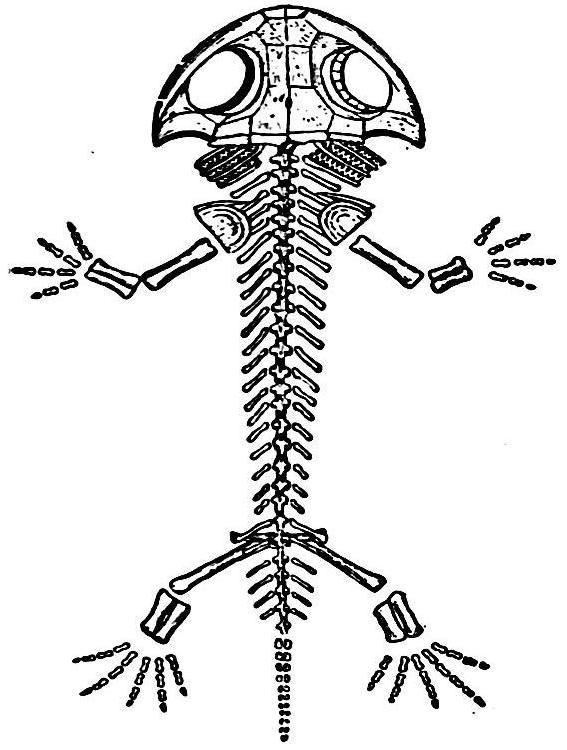
Hipotetyczny rysunek Branichiosaurusa

Branchiosaurus (z gr. "skrzelowata jaszczurka") jest nazwą problematycznych skamieniałości płaza żyjącego w okresie od końca karbonu po początek permu (około 300 milionów lat temu). Najprawdopodobniej jest to nazwa rodzajowa zwierzęcia, które w rzeczywistości nigdy nie istniało.
Istnieje problem związany ze statusem tego zwierzęcia, którego liczone w tysiącach skamieniałości odkryto na terenie Niemiec. Nie ma pewności, czy branchiozaur stanowił rzeczywiście odrębny gatunek płaza, który w wyniku ewolucyjnego procesu pedomorfozy wykształcił larwalny wygląd u osobników dojrzałych, czy też mamy do czynienia z formami larwalnymi innego gatunku płazów.
Wygląd omawianych skamieniałości prezentuje się następująco: Są to zwierzęta przypominające płazy z podrzędu Rhachitomi, jednak od nich mniejsze, z krótszymi czaszkami i mniej skostniałym szkieletem. Dzięki zachowaniu się tkanek miękkich wiemy, że posiadały one po 3 pary skrzeli zewnętrznych, skąd wzięła się ich nazwa.
Do pewnego czasu uznawano przeświadczenie, że branchiozaur stanowił nowy takson płazów, dla którego wytworzono oddzielny rząd Phyllospondyli (nazwa oznaczająca "liściowate kręgi"). Dziś naukowcy bliżsi są twierdzeniu, że rodzaj Branchiosaurus nie istniał, a skamieniałości to nic innego jak larwy większego płaza z grupy Rhachotomii, jak na przykład Eryopsa